# (37673) 1994 WR5
1994 WR5 (asteroide 37673) é um asteroide da cintura principal. Possui uma excentricidade de 0.14045830 e uma inclinação de 2.37095º.
Este asteroide foi descoberto no dia 28 de novembro de 1994 por Spacewatch em Kitt Peak.